# Красноглинский
Красноглинский — посёлок в Зерноградском районе Ростовской области России. Входит в состав Конзаводского сельского поселения.

## География

### Улицы
- ул. Дорожная,
- ул. Интернациональная,
- ул. Полевая,
- ул. Степная,
- ул. Тополиная.

## История
В 1987 г. указом ПВС РСФСР поселку третьего отделения совхоза «Мир» присвоено наименование Красноглинский.

## Население
| 2010 |
| ---- |
| 211  |